# Xã Bayliss, Quận Pope, Arkansas
Xã Bayliss (tiếng Anh: Bayliss Township) là một xã thuộc quận Pope, tiểu bang Arkansas, Hoa Kỳ. Năm 2010, dân số của xã này là 824 người.